# SN 2010lv
SN 2010lv – supernowa typu Ia odkryta 31 grudnia 2010 roku w galaktyce A131942-3315. W momencie odkrycia miała maksymalną jasność 17,30m.